# Starting Five
Starting Five (deutsch: Startende Fünf oder Erste Fünf) ist die Bezeichnung für die Startaufstellung in der Sportart Basketball. Sie besteht aus fünf Spielern, üblicherweise aus zwei Guards, zwei Forwards und einem Center.
Die Positionen sind von der Kleinsten bis zur Größten durchnummeriert:
1. PG – Point Guard
2. SG – Shooting Guard
3. SF – Small Forward
4. PF – Power Forward
5. C – Center
Jedoch sind auch andere Arten von Aufstellungen möglich und können frei nach dem Ermessen des Trainers variiert werden. Häufig kommen auch alternative Startaufstellungen, wie zum Beispiel drei Guards, ein Forward und ein Center, oder auch ein Guard, drei Forwards und ein Center vor.